# Hydrachna geographica
Hydrachna geographica är en kvalsterart som beskrevs av Müller. Hydrachna geographica ingår i släktet Hydrachna och familjen Hydrachnidae.

## Underarter
Arten delas in i följande underarter:
- H. g. geographica
- H. g. americana